# Natza Farré i Maduell
Natza Farré y Maduell (Barcelona, 23 de enero de 1972) es una periodista y comunicadora feminista catalana. Es conocida por su participación en el programa La competència de RAC 1, dirigido por Òscar Andreu y Òscar Dalmau. También es locutora de televisión en TV3 en programas como Ja t'ho faràs y ha participado en programas cómo .CAT. En septiembre de 2016 publicó el libro Curso de feminismo por microondas (Ara llibres, 2016), donde usa el humor para ejemplificar casos de machismo.